# 2019冠狀病毒病疫情對航空業的影響

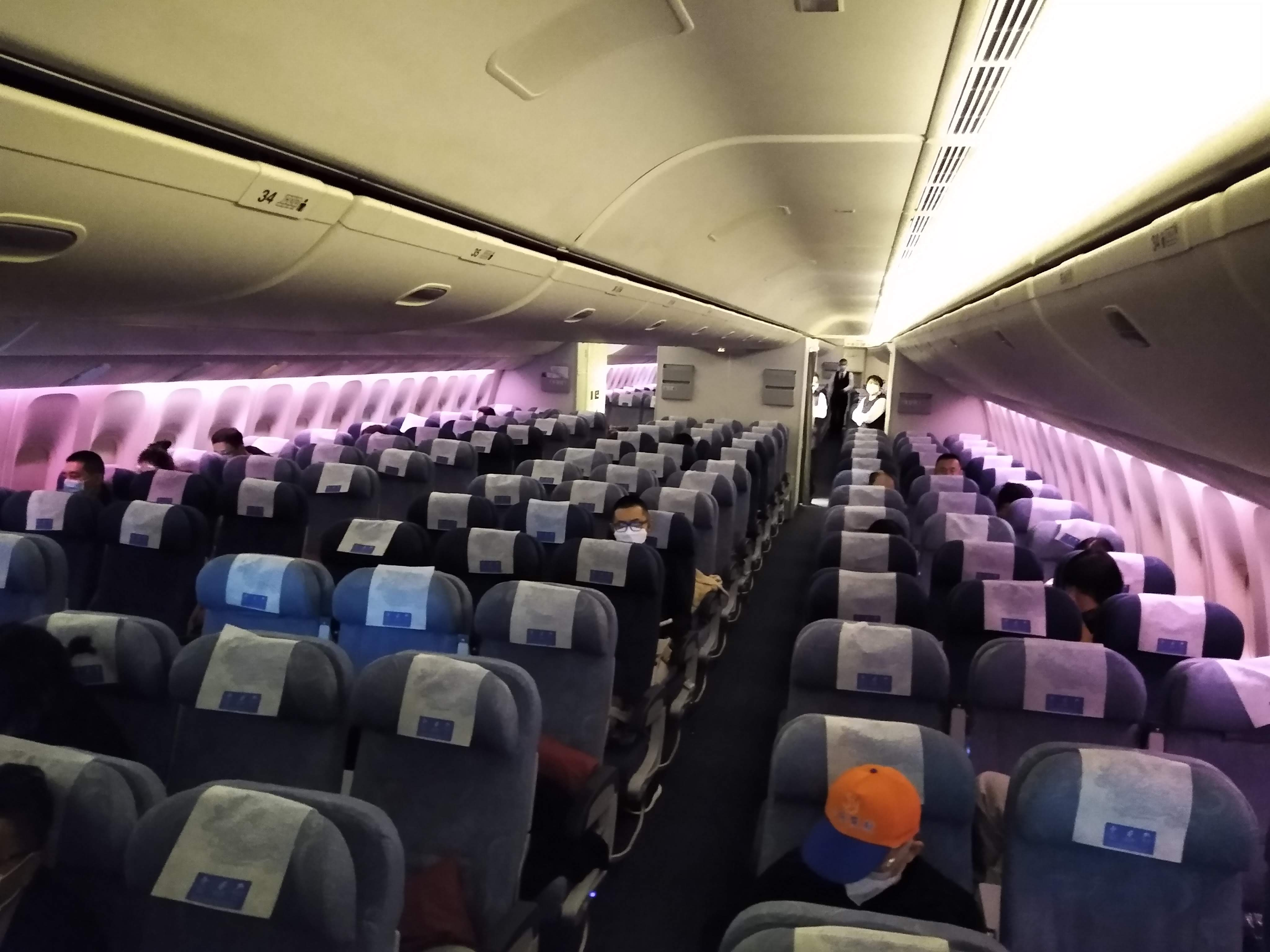
2020年3月15日，由北京飞往洛杉矶的CA983号班机旅客稀少

本條目記錄2019冠狀病毒病疫情對航空业的影響。为防控2019冠状病毒病疫情，许多国家和地区实施了出入境限制，对航空业产生了重大影响。旅客数量的显著减少，飞机载客率低下，许多航班取消。

## 航空业

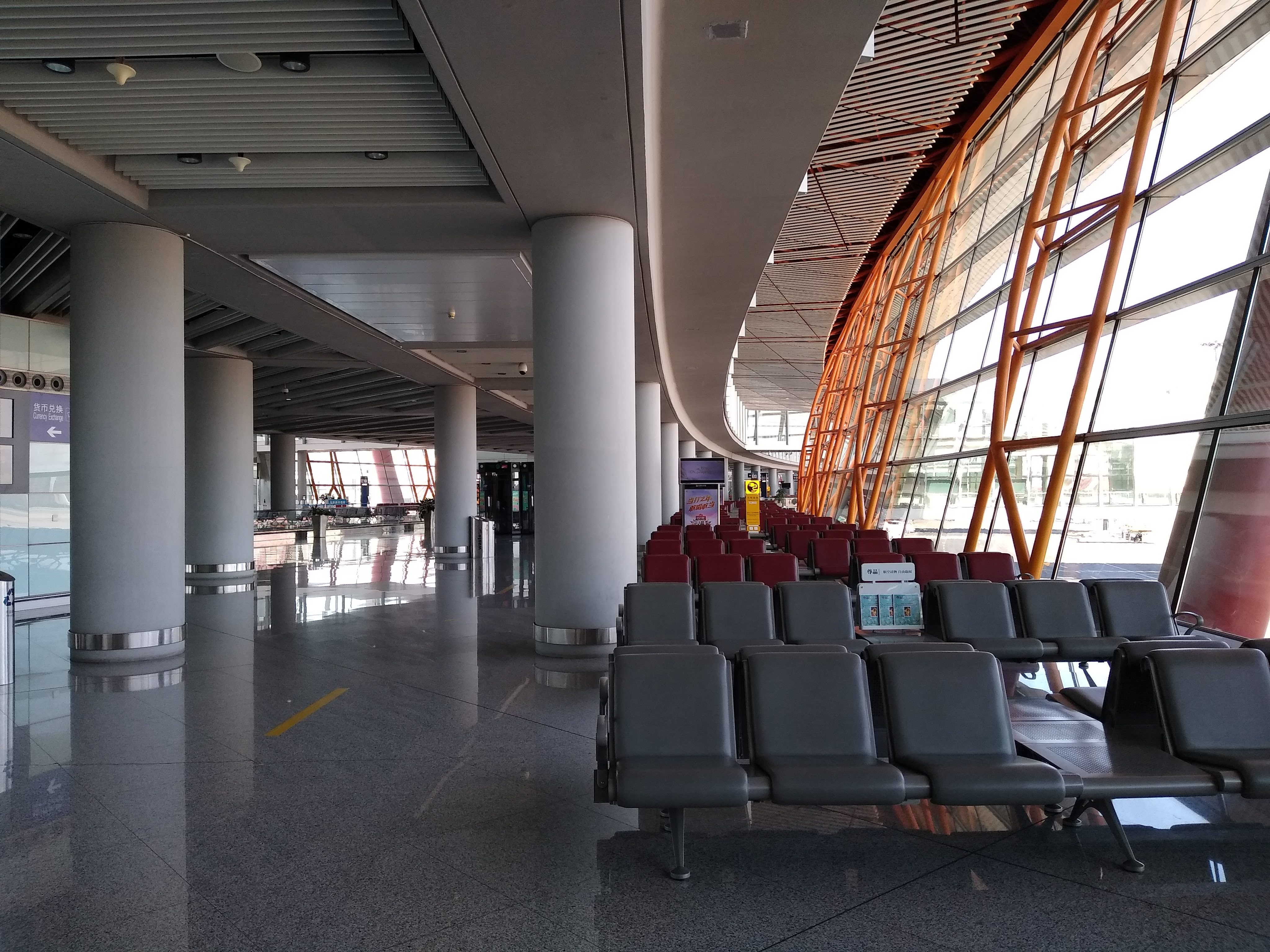
2020年3月，客量稀少的北京首都国际机场3号航站楼国际出发区域

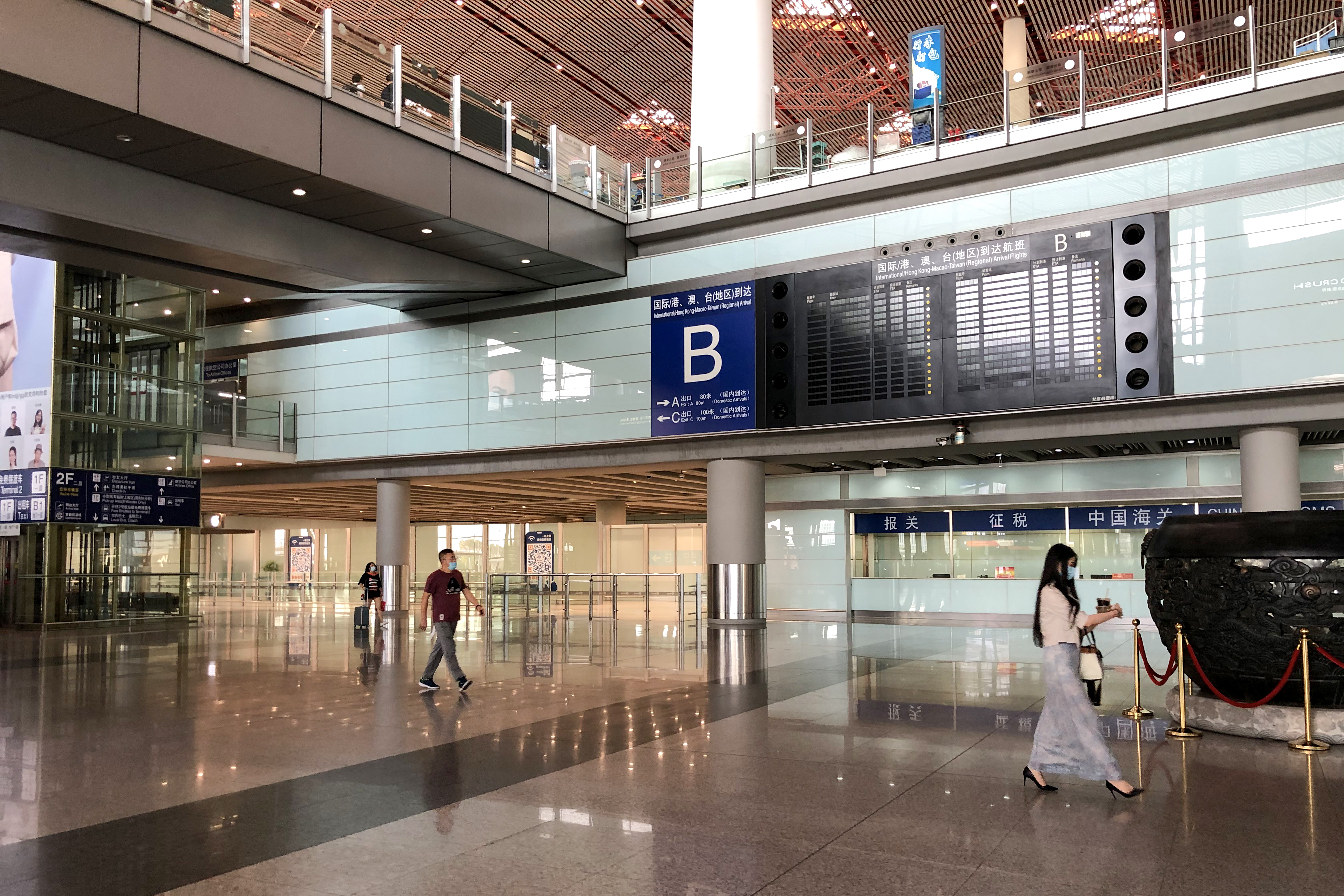
2020年8月，空旷的北京首都国际机场3号航站楼国际到达区

2020年3月5日，国际航空运输协会估计，因乘客数量减少，航空业可能损失630至1130億美元。 此前，国际航协估计收入损失约为300億美元。 3月17日，国际航空运输协会表示，其3月5日的估算已经“过时”，航空公司将需要2000亿美元的救助资金以度过危机。 奥利弗·怀曼（Oliver Wyman）报告说，截至2020年3月，亚洲航空的可用座位里程减少了23％。 在欧洲，疫情的影响预计将加速航空业内公司的合并。 根据CAPA航空中心的咨询，到2020年5月底，大多数航空公司有可能将会破产。到2020年6月，IATA再次估计2020年全球航空業預期虧損逾840億美元，2021年仍將虧損160億美元。
2020年1月，航空旅行需求同比增长2.4％，是自2010年埃亚菲亚德拉火山爆发以来的最低水平，尽管是直到1月下旬，冠状病毒才开始对航空业造成影响。 尽管缺少乘客，但有关降落时间表规定迫使英国航空公司将空飞机飞往欧洲机场，以避免失去其降落时刻。 虽然因俄罗斯和沙特阿拉伯之间的石油价格战，石油燃料的价格下降了大约四分之一，但无法弥补航空需求的下降造成的损失。 Google搜索趋势显示，在2020年2月至2020年3月之间，航空公司客户服务部门的在线搜索量增长最快。
2020年10月29日，IATA預測，2021年的航空業整體收入將比2019年的8380億美元收縮46%。IATA也指出，航空公司在沒有政府財政的支援下，並按目前的消耗速度，各航空公司所剩的現金平均只能撐8.5個月。

## 航空公司

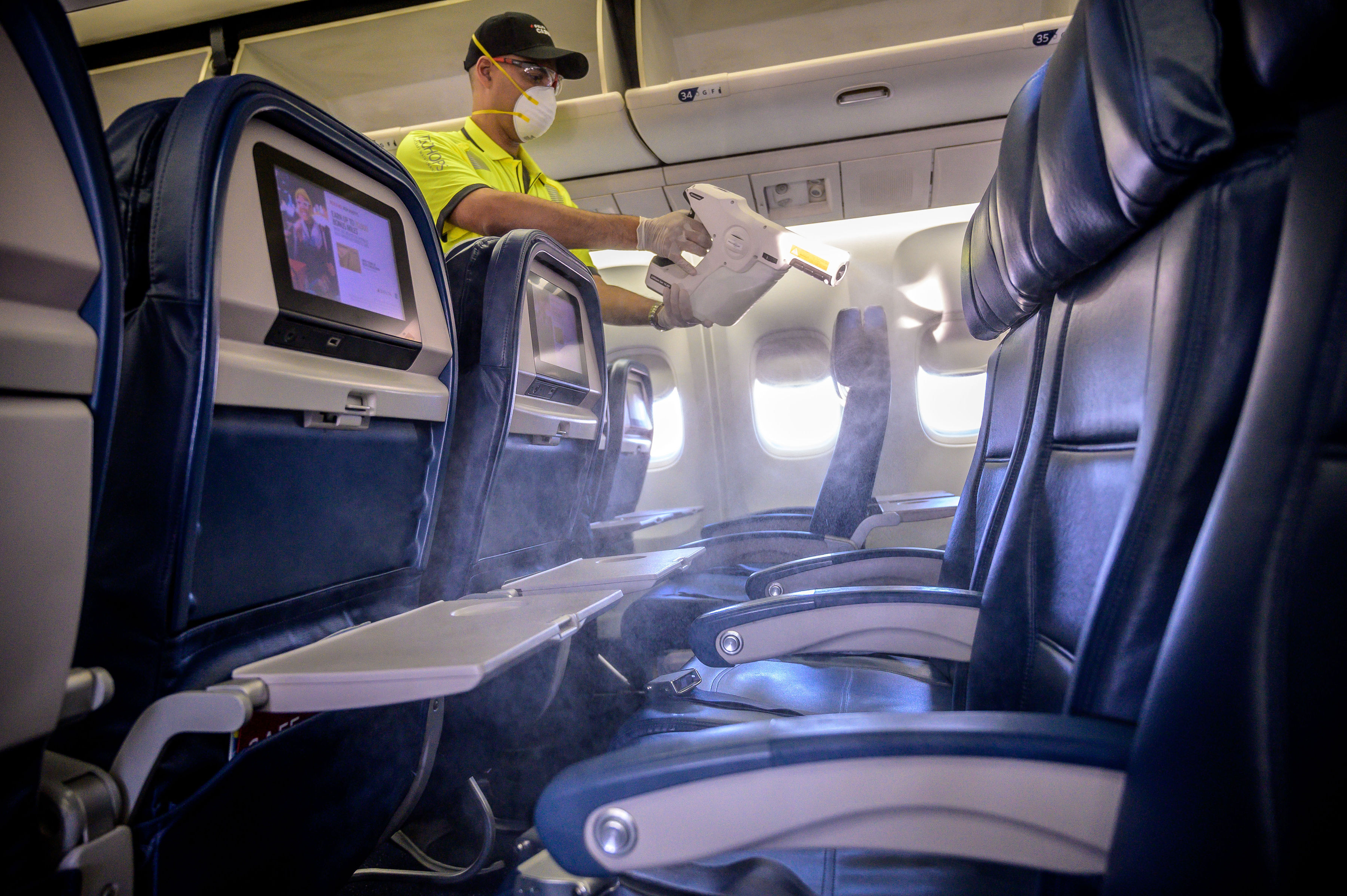
一名员工为达美航空的一架波音757消毒。

- 法荷航集团主席本杰明·史密斯 （Benjamin Smith）在录像中向员工表示，这种情况“史无前例”。 英国《金融时报》报道，法国政府正在研究向航空公司提供现金的方法。[14]5月20日，法航决定将其空中客车A380全部退役[15]。
- 新西兰航空将其长途运力削减了85％，并停飞了多条长途航线。 国内航线运力下降了30％，该公司陷入了停摆状态。[16]
- 3月2日至9日的几天内，意大利政府宣布了疫区封锁措施 ，意大利航空的国际航班运力下降了22％。[17]
- 2020年3月， 美国航空减少了10％的国际航班（跨太平洋航线减少了55％），国内航班减少了7.5％。[9]
- 英国航空公司首席执行官ÁlexCruz告知其员工， 英国航空公司面临的危机要比SARS暴发或9/11袭击的后果更严重，并写道：“工作机会会减少-可能是短期的，可能是长期的”。 [18]
- 国泰航空取消了2020年3月四分之三的航班，而最初的预期是取消40％左右的航班。[19]亦因如此，國泰面臨財務危機，最後由香港政府出資購入其優先股挽救。
- 达美航空在2020年3月宣布，将减少20-25％的国际航班和10-15％的国内航班。 还将进一步暂停招聘，并暂停股票回购。[9] 公司3月份报告称预订量下降了25％，首席执行官埃德·巴斯蒂安 （Ed Bastian）表示，旅客需求受到的打击类似于9/11袭击造成的影响。[20]亦因如此，旗下所有MD-80系列客機於同年6月退役，以節省保養成本。
- 2020年3月，芬兰航空宣布开始就其全体员工的短期裁员进行谈判。[21]截至3月10日，芬兰航空在2020年取消了3,800班航班，飞往欧洲目的地的航班将减少20％。 [22]3月16日，芬兰航空宣布，将从4月1日开始，将航班容量减少90％。 [23]
- 弗萊比航空在疫情暴发前就已经有经济困难，因冠状病毒的影响，该航空公司于2020年3月5日开始管理令程序。 [3]
- 国际航空集团 （包括英国航空，西班牙國家航空和爱尔兰航空）宣布，到2020年3月中旬，客运量将在2个月内减少25％。首席执行官威利·沃尔什 （Willie Walsh）表示：“不能保证大部分欧洲航空公司能够继续生存。” [24]
- 捷蓝航空将其运力削减了5％，并表示需求下降比9/11袭击造成的影响更严重。[25]
- 大韩航空的国际航班量下降了五分之四。[1]
- 挪威航空取消了85％的航班，并暂时解雇了90％的员工。 [26]
- 菲律宾航空取消了每周69班飞往中国的航班和每周飞往韩国的17班航班，同时试图开发飞往澳大利亚，马来西亚和印度尼西亚的新航线来弥补损失。[19]
- 澳洲航空将其国际航线的运力减少了约25％，并停飞了其10架空中客车A380中的八架。[2]
- 瑞安航空发出内部备忘录，通知员工由于航班时刻表的变更，可能要求他们放无薪假。[18]。2020年7月1日，行政總裁表示如果不能與員工達成減薪協議，將計劃裁員約3500人[27]。
- 精神航空的机票打3折，并将在2020年4月把运力减少约5％。[28]
- 联合航空宣布，2020年4月其国内航班容量将减少10％，国际航班容量将减少20％。还准备了2百万美元的贷款以确保其现金储备。 2020年3月15日，联合航空表示，将在2020年4月和5月减少50％的航班。[29]
- 阿联酋航空2020年3月22日曾宣布将自3月25日起暂时停飞客运航班[30]，但当天晚些时候称只要边境开放，阿航仍将继续执飞前往英国、瑞士、香港、泰国、马来西亚、菲律宾、日本、新加坡、韩国、澳大利亚、南非、美国、加拿大等地区的客运航班[31]。
- 中国国际航空2月11日起对中美航线进行临时调整，仅保留北京-洛杉矶-旧金山及北京-纽约肯尼迪-华盛顿航线[32][33]，3月11日起在欧洲部分城市和美国始发至中国的航班仅提供预包装食品及瓶装饮用水，机上除特殊需求外不提供餐食服务[34]。
- 亚洲航空3月26日宣布，暂停其马来西亚分公司3月底至4月下旬所有国内、国际短途航线和3月底至5月底大部分中远程航班。亚航位于泰国、菲律宾、印尼和印度等地的分公司也做出相应调整[35]。
- 日本亞洲航空10月5日宣布，公司旗下所有4條航線將在12月5日廢線，公司也將在同日停止運營。這也使日本亞航成為了日本首家停業的航空公司。[36]

### 破產航空公司
至2020年8月中，5個月內已有25家航空公司破產：
| 2020年（僅列出超過50架飛機的航空） | 2020年（僅列出超過50架飛機的航空） | 2020年（僅列出超過50架飛機的航空） | 2020年（僅列出超過50架飛機的航空） | 2020年（僅列出超過50架飛機的航空） |
| 月份                               | 航空公司                           | 機隊數量                           | 通航城市                           | 備註                               |
| ---------------------------------- | ---------------------------------- | ---------------------------------- | ---------------------------------- | ---------------------------------- |
| 6月                                | 墨西哥国际航空                     | 61                                 | 88                                 | 天合聯盟創始會員                   |
| 5月                                | 泰國國際航空                       | 80                                 | 74                                 | 星空聯盟創始會員                   |
| 5月                                | 南美航空集团                       | 315                                | 137                                | 拉丁美洲最大航空公司               |
| 5月                                | 哥倫比亞航空                       | 166                                | 121                                | 拉美第二大航空公司                 |
| 4月                                | 维珍澳洲航空                       | 98                                 | 56                                 | 澳洲第二大航空                     |
| 4月                                | 德国之翼航空                       | 61                                 | 75                                 |                                    |
| 4月                                | Ravn Alaska                        | 73                                 | 92                                 | 阿拉斯加最大航空                   |
| 3月                                | 指南针航空                         | 56                                 | 50                                 |                                    |
| 3月                                | 弗莱比航空                         | 76                                 | 85                                 |                                    |

## 对各国家或地区的影响

### 中国大陆
2020年2月，大约三分之二往返中国的国际航班被取消。日本和中国之间的航班减少了60%，美国和中国减少了86%。中国国内三分之二的航班也同样被取消，每天约有1万个航班，其余航班的票价有的也大幅度下降——《南华早报》报道称，上海和重庆之间3小时的航班票价仅为29元(4.1美元)。与2019年同期相比，1月25日至2月14日的客运量下降了75%。
2020年3月，中国民用航空局、中华人民共和国外交部、中华人民共和国国家卫生健康委员会、中华人民共和国海关总署、国家移民管理局决定自3月23日零时（北京时间）起将所有目的地为北京的国际客运航班改在12个指定的第一入境点入境。
3月26日，中国民航局发布通知，称因应疫情防控需要，决定进一步调减国际客运航班运行数量，确保客座率不高于75%。中国大陆每家航空公司经营至任一国家的航线只能保留1条，且每条航线每周运营班次不得超过1班；中国境外每家航空公司经营至中国大陆的航线只能保留1条，且每周运营班次不得超过1班，隨後根據民航局估計，3月29日~4月4日期間較上週降幅達到85.3%。至今中国大陸的国际航班量已經减至僅108班，仅相当于疫情爆发前的1.2%；而通过航空口岸入境的旅客人数将由上周的日均2.5万人更降到日均4000人左右。
然而中国民航局在3月26日的通知中也允许各航空公司利用客机执行全货运航班，货运航班不计入客运航班总量。此后，部分航空公司开始利用主客舱运输防疫物资，爱尔兰航空和匈牙利維茲航空等未曾运营中国大陆航班的航空公司开始将客机飞往中国。
4月16日，中国民航局下发《关于进一步明确疫情期间国际机票销售有关问题的通知》，要求疫情防控期间，航空公司对国际机票全部采取直销模式，暂停代理商对旅客出售国际机票；对已由代理企业销售的国际机票要加强管控，严禁换票，订座及购票后禁止更改旅客姓名，以杜绝中间环节倒票、炒票行为。
6月4日上午，中国民航局发布《关于调整国际客运航班的通知》，规定自2020年6月8日起，所有未列入“国际航班信息发布（第5期）”航班计划的外国航空公司，可在本公司经营许可范围内，选择1个具备接收能力的口岸城市，每周运营1班国际客运航线航班，民航局2020年3月26日发布的《关于疫情防控期间继续调减国际客运航班量的通知》（民航发〔2020〕12号）同时失效。
此外，6月4日的通知中还规定了自2020年6月8日起以入境航班落地后旅客核酸检测结果为依据，对航班实施的熔断和奖励措施：航空公司同一航线航班，入境后核酸检测结果为阳性的旅客人数连续3周为零的，可在航线经营许可规定的航班量范围内增加每周1班，最多达到每周2班；入境后核酸检测结果为阳性的旅客人数达到5个的，暂停该公司该航线运行1周；达到10个的，暂停该公司该航线运行4周。“熔断”期结束后，航空公司方可恢复每周1班航班计划。
6月8日0时起，民航局调整目的地为北京的国际客运航班指定第一入境点。其中，上海浦东暂停作为第一入境点，增加成都、长沙、合肥、兰州为第一入境点，增加武汉为备用第一入境点。
6月10日，在民航局例行新闻发布会上，民航局新闻发言人、航安办主任熊杰介绍了可增加航班国家的条件：包括：迄今向中国大陆输入病例较少且同中国大陆经贸往来密切的国家；综合考虑海外公民较多、刚性回国需求强烈的国家；满足远端防控措施，可有效降低前端疫情输入风险的国家；境内外有复工复产需要、已同中国大陆建立“快捷通道”的国家。
7月10日，廈門航空在实际飞行时间超过80分钟的国内（除北京大兴航线外）及部分境外航线恢复热食正餐供应。之后中国大陆其他航空公司陆续恢复热食供应。
9月8日，中国民用航空局副局长崔晓峰表示，截至8月底，中国大陆每日航班量超过1.3万班，恢复到疫情前的九成。国际航班方面，截至8月12日，共计93家中外航空公司（中国大陆19家，境外74家）运营187条定期国际客运航线，每周执行210个往返航班，与50个国家保持定期客运通航。较疫情严重时期，已与20个国家恢复通航。
此后中国对国际航班一直实施严格的五个一政策，至2023年1月8日才停止执行，也因此中国的国际航班数量恢复缓慢，至2023年10月中国的国际航班数量仅为疫情之前2019年同期的五成。
2025年6月27日，预订成都双流机场EU2231航班的乘客收到成都航空发出的防疫提示短信。7月4日，成都航空客服回应称，该短信是系统误发，实际是想提醒乘客充电宝新规。该事件一度登上微博热搜榜。

### 香港
与2019年2月相比，2020年2月的入境人数下降了96%以上。
國泰港龍航空的母公司國泰航空宣布自2020年10月21日起中止營運國泰港龍航空。

### 其他地区
- 義大利：由于疫情暴发和随后的全国封锁，数千架往返意大利的航班被取消。[63]
- ：从2020年3月开始，为了防止冠状病毒的输入和传播，所有从国外抵达土库曼斯坦的飞机都将被重新导向到土库曼巴特国际机场。[64]
- 美国：在疫情暴发期间，应参议员理查德·布卢门撒尔的要求，多家航空公司免除了机票改签和取消的手续费。[65] 在2020年1月20日至3月7日期间，美国航空公司的股价下跌了30%。[66] 国内航班的票价也有所下降。[67]
- 泰國：2020年2月的入境人数下降了44.3%。[68]
- 斯里蘭卡：2020年2月的入境人数下降了17.7%。[69]
- 日本：2020年2月的入境人数下降了58.3%。[70]

## 飞机制造商
- 波音公司暂停招聘新员工，据说是因为订单被大量取消（超过2020年2月的新订单），解雇了许多员工。[71] 3月11日，有消息显示波音公司将行使其全部13.8亿美元的贷款额度。 在受到疫情影响之前，波音的业务受到737 MAX飞机停飞影响。 [72]股價相較高點大幅下跌近八成之多。5月27日，波音公司宣布裁员6,770人[73]。

- 空中客车在2020年6月30日宣佈在2021年夏季之前在全球範圍內裁減1.5萬個工作崗位[74]。